# Population stable
En démographie, une population est dite stable lorsque la structure par âge est invariable et que la population n'augmente et ne descend pas. 
Toute population fermée, sans échange migratoire avec l’extérieur soumise à des conditions de fécondité et de mortalité invariables sur une longue période, tend vers un état stable à structure par âge et taux d’accroissement invariables.